# Ōmagatoki
 (signalé en mai 2025).
Si vous disposez d'ouvrages ou d'articles de référence ou si vous connaissez des sites web de qualité traitant du thème abordé ici, merci de compléter l'article en donnant les références utiles à sa vérifiabilité et en les liant à la section « Notes et références ».
- Archive Wikiwix
- Bing
- Cairn
- DuckDuckGo
- E. Universalis
- Gallica
- Google
- G. Books
- G. News
- G. Scholar
- Persée
- Qwant
- (zh) Baidu
- (ru) Yandex
- (wd) trouver des œuvres sur Wikidata

Ōmagatoki (逢魔時 ou 大禍時) est un terme japonais désignant le moment du crépuscule où le ciel s’assombrit. Le terme opposé est akatsuki. Il a une signification particulière pour les deux façons d'écrire le mot : tout d'abord, « le temps de réunion des yōkai, yūrei et créatures sombres » et en second, « l'époque de grande calamité ».

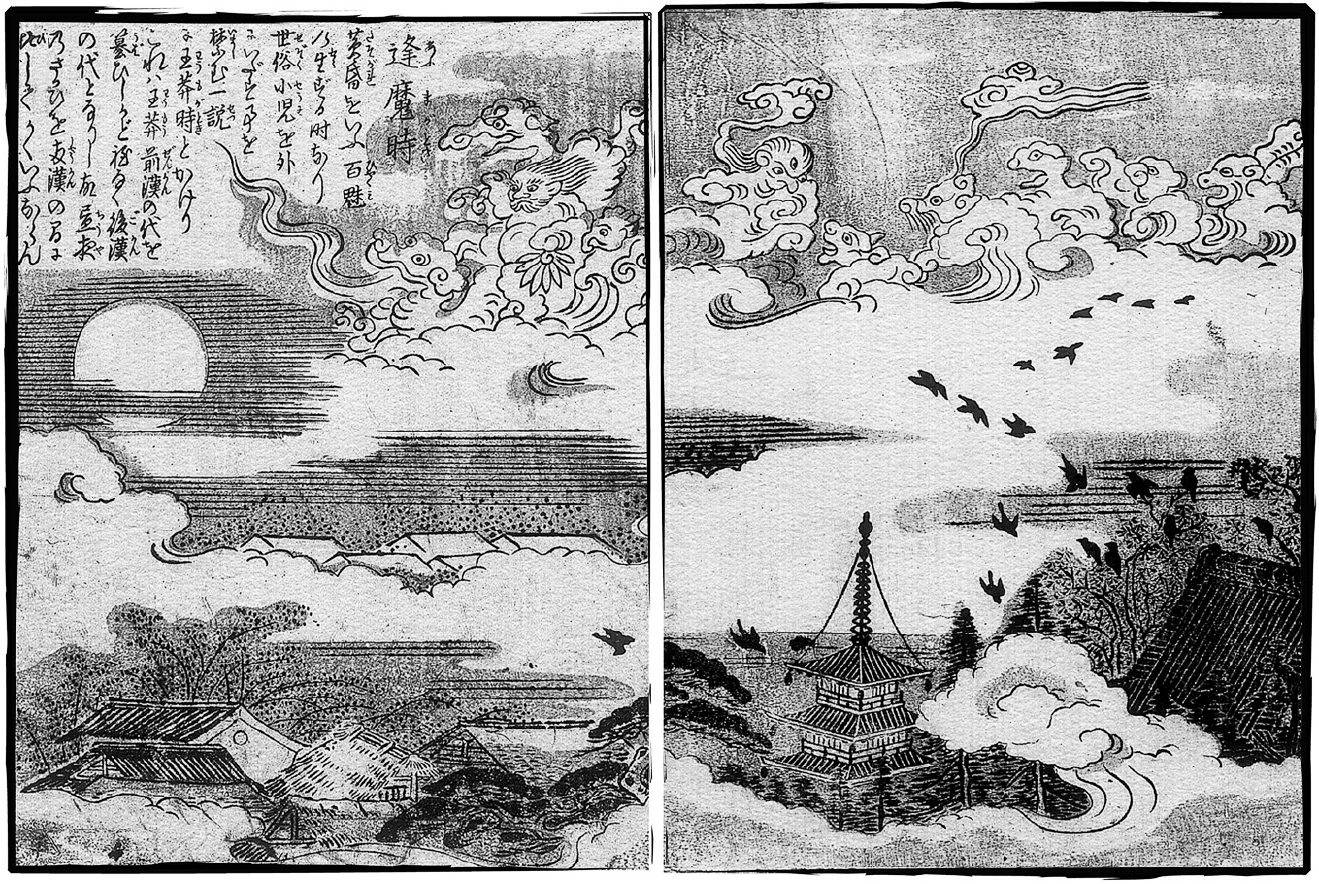
Ōmagatoki représenté par Toriyama Sekien

Dans les Konjaku Gazu Zoku Hyakki « Cent démons du présent et du passé illustrés », Toriyama Sekien décrit l'ōmagatoki comme le moment où les chimimōryō, les mauvais esprits des montagnes et des rivières, tentent de se matérialiser dans le monde.